# Opération V2
Pour plus de détails, voir Fiche technique et Distribution.
Opération V2 (Mosquito Squadron) est un film britannico-américain réalisé par Boris Sagal, sorti en 1969. Ce film est précédé par Opération Crossbow (1965), sur le même sujet mais basé sur des faits ayant réellement existé.

## Synopsis
Les forces alliées luttent contre l'armée allemande, mais une menace plus importante encore apparaît sous la forme d'une fusée V2 qui vient d'être mise au point dans un centre d'essais ultra-secret. Un escadron de Mosquito de la RAF est chargé de détruire le site.

## Fiche technique
- Titre français : Opération V2
- Titre original : Mosquito Squadron
- Réalisation : Boris Sagal
- Scénario : Joyce Perry et Donald S Sanford (en)
- Musique : Frank Cordell
- Photographie : Paul Beeson
- Montage : John S. Smith
- Production : Lewis J. Rachmil
- Société de production : Oakmont Productions
- Société de distribution : United Artists
- Pays :  Royaume-Uni,  États-Unis
- Langue : Anglais
- Format : Couleur - Mono - 35 mm - 1.66:1
- Genre : Guerre
- Durée : 90 min

## Distribution
- David McCallum (VF : Dominique Paturel) : Quint Munroe
- Suzanne Neve (en) (VF : Perrette Pradier) : Beth Scott
- Charles Gray (VF : Louis Arbessier) : Commandant Hufford
- David Dundas (en) (VF : Gilles Guyot) : Douglas Shelton
- David Buck (VF : Roger Rudel) : David Scott
- Dinsdale Landen (en) (VF : Jean-Henri Chambois) : Commandant Penrose
- Nicky Henson (en) (VF : Alain Nobis) : Sergeant Wiley Bunce
- Bryan Marshall (VF : Jean Lagache) : Neale
- Michael Antony (VF : Jacques Hilling) : Père Bellague
- Peggy Thorpe-Bates (en) : Mme Scott
- Robert Urquhart (VF : Claude Bertrand) : Major Kemble (non crédité)

## Autour du film
- La bombe rebondissante utilisée dans le film était une vraie arme. Connu comme Highball (une plus petite version de la bombe d'entretien de Dambusting), elle a été à l'origine conçue par Dr. Barnes Wallis pour être utilisée contre des cuirassés, tels que le Tirpitz. Chaque bombe emportait 580 kg ou 272 kg d'explosifs et était assez petite pour être portée en tandem par un chasseur-bombardier Mosquito. Juste avant sa libération, la bombe avait une rotation arrière de 700-900 révolutions par minute, elle était lâchée à grande vitesse (580 km/h)) et à basse altitude (60 pieds [18 m]). Ce n'est pas le premier film comportant des scènes avec ce type de bombe à rebondissement, elles ont également été vues dans le film britannique "Les Briseurs de barrages" (1955).
- Les scènes du château de Charlon (en) ont en fait été tournées au manoir de Minley (en), près de Yateley et de Farnborough dans le Hampshire en Angleterre. La plupart des scènes aériennes de vol ont été filmés à l'aérodrome de Bovingdon (en) dans le Hertfordshire.
- Les avions britanniques du film sont les Mosquito DH98 de Havilland. En raison de la pénurie en temps de guerre de métaux stratégiques, ses ailes et le fuselage étaient composés de bois stratifié et contreplaqué au lieu de l'alliage d'aluminium habituellement utilisé. Pour cette raison, l'avion a parfois été désigné sous le nom de "la merveille en bois".
- La voiture de David McCullum est une Rolls-Royce Phantom I Henley Roadster de 1927
- Ce film utilise une intrigue proche de deux autres films plus anciens "Operation Crossbow" (1965) et "Mission 633" (1964).
- Le film est aussi inspiré de l'Opération Jéricho.